# 黛幸弘
黛 幸弘（まゆずみ ゆきひろ、1957年11月14日 - ）は、埼玉県浦和市（現・さいたま市浦和区）出身の元騎手・現厩務員。
次男は騎手の黛弘人。

## 来歴

### デビュー前から騎手時代
父の文男は大井の元騎手、浦和の元厩務員であり、騎手への憧れを抱いていた。
1977年3月に東京・保田隆芳厩舎からデビューしたが、前年の騎手試験で騎乗馬が外ラチに突っ込んで大腿骨を骨折し、試験も不合格であったため同期より1年遅れでのデビューとなった。
同13日の中山第12競走5歳以上800万下・クニハルオー（9頭中6着）で初騎乗を果たし、7月30日の札幌第5競走4歳以上300万下・スイートアースで初勝利を挙げる。10月23日の中山第8競走4歳以上オープンではトウショウボーイに騎乗し、1分33秒6という驚異的なレコードを叩き出し、2着に7馬身もの差をつけて圧勝してみせる。
2年目の1978年には自身唯一の2桁で最多の17勝をマークし、10月28日の福島第10競走猪苗代特別・コンコースで初の特別勝ちを挙げ、11月19日には同馬の福島記念で重賞初騎乗（10頭中8着）を果たす。
1985年には浦和から移籍してきたキングハイセイコーの主戦騎手を務め、安田記念でGI初騎乗を果たすと、札幌記念では2着に入った。
1991年には初めて0勝に終わり、1992年には9月5日の新潟第6競走4歳未勝利・セントマンボで1年ぶりの勝利、翌6日の第4競走4歳未勝利・トウショウジェラスで1990年7月29日の新潟以来2年ぶりの2日連続勝利をマークするが、同年はこの2勝に終わる。
1993年は再び0勝に終わり、1994年は9月18日の中山第7競走4歳新馬で9頭中9番人気のオンワードラムセス、1995年は9月24日の中山第2競走4歳未勝利で16頭中11番人気のケイイクセルを勝利に導く。両年共にこの1勝に終わるが、後者が最後の勝利となった。
1994年には1982年に結婚した妻・清子が体調を崩して死去したため、騎手生活晩年の平日は朝早くから調教に跨りながら幼い子供2人を学校へやり、競馬に騎乗する週末は人に預けざるをえなかったが、自分の騎乗が終わるとすぐに引き取りに行った。夏場のローカル開催時には一緒に連れて行ったが、次男の弘人は北海道開催時に幸弘がレースで騎乗している姿を初めて見た。
1996年2月17日の東京第7競走4歳以上500万下・ケイイクセル（16頭中9着）が最後の騎乗となり、同29日をもって現役を引退。

### 騎手引退後
引退後は中野栄治厩舎で調教助手となり、トロットスターなどを担当。後に調教厩務員となり、2015年にはフェアリーステークスで担当したノットフォーマルに息子の弘人が騎乗し勝利した。